# Războaiele Morunului
Războaiele Codului (în engleză Cod Wars, în islandeză Þorskastríðin sau islandeză Landhelgisstríðin, Războaiele Costale, în germană Kabeljaukriege) este numele dat unei serii de dispute dintre Regatul Unit al Marii Britanii și Irlandei de Nord (cu susținerea Republicii Federale Germania) și Islanda pe baza drepturilor de pescuit în zona economică exclusivă a acesteia din urmă din Oceanul Atlantic. Toate disputele s-au sfârșit prin victoria Islandei.
Conflictul a fost unul important pentru industria pescuitului engleză, pescarii englezi desfășurându-și activitatea în zonele din apropierea Islandei încă din secolul al XIV-lea. 